# Närkontakt
Närkontakt är inom ufologin en benämning på upplevelser i samband med besök från utomjordiskt liv.
Den amerikanske astronomen J Allen Hynek utarbetade, på uppdrag av flygvapnet, en indelning av observationer på avstånd upp till 500 fot (cirka 150 meter). Han presenterade indelningen i sin bok The UFO Experience: A Scientific Study från 1972.

Observationer på mer än 150 meters avstånd kallades av Hynek ”Daylight Discs”, ”Nocturnal Lights” eller ”Radar/Visual Reports”. Han reserverade sig också för rena missuppfattningar.

## Grader av närkontakt, enligt Hynek
Närkontakt av första graden
Observation av en utomjordisk farkost.

Närkontakt av andra graden
Spår av en utomjordisk farkost. Det kan handla om atmosfäriska fenomen eller slitage på marken.

Närkontakt av tredje graden
Observation av utomjordiska varelser i eller utanför farkoster.

## Grader av närkontakt, efter Hynek
Kategorier som är föreslagna av andra ufologer, utan Hyneks medverkan.

Närkontakt av fjärde graden
En människa blir bortförd av UFO eller utomjordingar, liknande grottsekvensen i Tintinberättelsen Plan 714 till Sydney.

Närkontakt av femte graden
När människor och utomjordiskt liv har fört något slags samtal, med ord eller på annat sätt. En del av det som Barney och Betty Hill har berättat är ett exempel.

Närkontakt av sjätte graden
Att människor eller djur dött i samband med att en farkost observerats.

Närkontakt av sjunde graden
Att skapa någon slags hybrid, antingen via sexuell kontakt eller via assisterad befruktning. Den brasilianske lantbrukaren Antonio Villas Boas berättelse är ett exempel.